# Serhij Honczar
Serhij Mykołajowycz Honczar (ukr. Сергій Миколайович Гончар, ur. 3 lipca 1970 w Równem) – ukraiński kolarz szosowy, trzykrotny medalista mistrzostw świata.

## Kariera
Honczar był wybitnym specjalistą od jazdy indywidualnej na czas, silnym także podczas etapów górskich. W 1996 roku rozpoczął swoją zawodową karierę w drużynie Team Ideal. Długo tam jednak nie pozostał i często zmieniał drużyny. Startował m.in. w barwach Cantina Tollo, Vini Caldirola i Fassa Bortolo. W 2005 roku jeździł w ramach UCI Pro Tour dla Domina Vacanze, dopóki w 2006 roku nie zmienił barw klubowych na Team T-Mobile.
Do jego największych sukcesów zaliczyć można złoty medal w jeździe indywidualnej na czas zdobyty podczas mistrzostw świata w Plouay w 2000 roku. W tym samym roku wystąpił na igrzyskach olimpijskich w Sydney, gdzie był dziewiąty w indywidualnej jeździe na czas, a wyścigu ze startu wspólnego nie ukończył. Medale w jeździe na czas zdobył także na mistrzostwach świata w Valkenburgu w 1998 roku (srebro) oraz na rozgrywanych rok wcześniej mistrzostwach świata w San Sebastián (brąz). Zajął także drugie miejsce w klasyfikacji łącznej Giro d'Italia w 2004 roku. Na igrzyskach w Atenach zajął 20. miejsce ze startu wspólnego, a w jeździe na czas uplasował się dwie pozycje niżej.
W 2006 roku, pod nieobecność lidera zespołu, Jana Ullricha, odniósł swoje pierwsze znaczące sukcesy w Tour de France wygrywając dwa etapy (jazdy indywidualnej na czas) i zostając liderem klasyfikacji generalnej. Wcześniej dwukrotnie startował w tym wyścigu i nigdy nie dojeżdżał do mety w Paryżu.
W maju 2007 roku został zawieszony przez swoją grupę T-Mobile po testach antydopingowych, które wykazały obecność niedozwolonych środków w jego krwi. W czerwcu kierownictwo grupy ogłosiło jego zwolnienie "w trybie natychmiastowym" za "złamanie regulaminu ekipy".
Zawodową karierę zakończył w 2010 roku.

## Sukcesy

### 2006 — T-Mobile
- 1. miejsce na 7 i 19 etapie Tour de France (jazda indywidualna na czas)
- Lider Tour de France (po 7 etapie)
- Lider Giro d'Italia (po 5 etapie)

### 2004 — De Nardi
- 2. miejsce w klasyfikacji generalnej Giro d'Italia
- 1. miejsce na 13 etapie Giro d'Italia

### 2003 — De Nardi
- 1. miejsce w Circuit de la Sarthe

### 2001 — Liquigas
- 3. miejsce w Chrono des Herbiers

### 2000 — Liquigas
- Złoty medal mistrzostw świata (jazda indywidualna na czas)
- 2. miejsce w Chrono des Herbiers

### 1999 — Vini Caldirola
- Grand Prix des Nations
- 1. miejsce w Tour of the Netherlands
- 1. miejsce w Chrono des Herbiers

### 1998 — Cantina Tollo
- 1. miejsce w Chrono des Herbiers
- Brązowy medal mistrzostw świata (jazda indywidualna na czas)

### 1997 — AKI
- 1. miejsce w Chrono des Herbiers
- Srebrny medal mistrzostw świata (jazda indywidualna na czas)